# Винслоу (Индијана)
Винслоу (енгл. Winslow) град је у америчкој савезној држави Индијана.

## Демографија
По попису из 2010. године број становника је 864, што је 17 (-1,9%) становника мање него 2000. године.
| Група             | 2000.       | 2010.       |
| Белци             | 851 (96,6%) | 836 (96,8%) |
| Афроамериканци    | 0 (0,0%)    | 1 (0,1%)    |
| Азијати           | 6 (0,7%)    | 1 (0,1%)    |
| Хиспаноамериканци | 14 (1,6%)   | 18 (2,1%)   |
| Укупно            | 881         | 864         |